# 荊應春
荊應春（1505年—？），字子元，河南懷慶府武陟縣人，軍籍，明朝政治人物。

## 生平
嘉靖十三年（1534年）甲午科順天府鄉試第五十二名舉人。嘉靖十七年（1538年）中式戊戌科會試第六十九名，登第三甲第二百零四名進士。歷官户部浙江清吏司主事、顺德府同知。

## 家族
曾祖荊欽，義官；祖父荊鸞，壽官；父荊華，母趙氏。具庆下。兄應節。弟應夏、應秋、應冬。